# Оркус
 Тази статия е за фигурата от римската митология.  За обекта от пояса на Кайпер вижте 90482 Оркус.  
Оркус (на латински: Orcus; Orkus) в римската митология е име на бога на подземния свят. Другите му имена са Плутон или Dis Pater. Той е богът, който измъчва умрелите на отвъдния свят. Освен това той е психопомп (psychopompos), който води душите на умрелите в подземния свят.
Вярата към Оркус произлиза вероятно от етруската религия.